# Ольшевка (Накельський повіт)
Ольшевка (пол. Olszewka, нім. Erlau) — село в Польщі, у гміні Накло-над-Нотецем Накельського повіту Куявсько-Поморського воєводства.
Населення — 587 осіб (2011).
У 1975—1998 роках село належало до Бидгощського воєводства.

## Демографія
Демографічна структура станом на 31 березня 2011 року:
|          | Загалом | Допрацездатний вік | Працездатний вік | Постпрацездатний вік |
| -------- | ------- | ------------------ | ---------------- | -------------------- |
| Чоловіки | 292     | 61                 | 204              | 27                   |
| Жінки    | 295     | 65                 | 169              | 61                   |
| Разом    | 587     | 126                | 373              | 88                   |